# Monte do Barrete
Monte do Barrete é uma montanha de Portugal localizada nas freguesias de Aboim da Nóbrega e Gondomar, Valdreu, Passô, Oriz e Gomide, no concelho de Vila Verde, com 741 metros de altitude no seu topo. 
Encontra-se a 15 km da sede do concelho de Vila Verde. 
Nesta montanha encontram-se a nascente do Rio Vade e alguns sítios arqueológicos pré-históricos.

O ponto mais alto desta montanha situa-se nos Penedos Mourinhos, um miradouro natural aberto ao Baixo Lima e ao vale do Rio Homem. Neste local passa o PR2 - Trilho do Fojo do Lobo (VVD). Perto deste miradouro encontra-se um Posto de Vigia e um local para a Descolagem de Parapente.